# Comando de Aeródromo A (o) 33/VII
El Comando de Aeródromo A (o) 33/VII (Flieger-Horst-Kommandantur A (o) 33/VII) fue una unidad de la Luftwaffe durante la Segunda Guerra Mundial.

## Historia
Fue formado el 15 de junio de 1944 en Roth, a partir del Comando de Aeródromo A (o) 17/XII.

## Comandantes
- Mayor Hermann Schlüter – (15 de junio de 1944 – 22 de agosto de 1944)
- Mayor Franz Huber – (22 de agosto de 1944 – 15 de octubre de 1944)
- Mayor Gottlieb Lindner – (15 de octubre de 1944 – 8 de mayo de 1945)

## Servicios
- junio de 1944 – mayo de 1945: en Roth bei Nürnberg bajo el Comando de Base Aérea 14/VII.